# Sara Krnjić
Sara Krnjić (in serbo Сара Крњић?; Novi Sad, 15 luglio 1991) è una cestista serba con cittadinanza ungherese.

## Carriera
È stata selezionata dalle Washington Mystics al terzo giro del Draft WNBA 2011 (35ª scelta assoluta).
Con la Serbia ha disputato i Giochi olimpici di Rio de Janeiro 2016, i Campionati mondiali del 2014 e quattro edizioni dei Campionati europei (2013, 2015, 2017, 2021).